# DV Волос Вероники
DV Волос Вероники (лат. DV Comae Berenices) — одиночная переменная звезда* в созвездии Волос Вероники на расстоянии приблизительно 21755 световых лет (около 6670 парсек) от Солнца. Видимая звёздная величина звезды — от +15,5m до +14,2m.

## Характеристики
DV Волос Вероники — жёлто-белая пульсирующая переменная звезда типа RR Лиры (RRAB) спектрального класса F1-F6. Эффективная температура — около 6085 K.